# エリエセル・エルナンデス
- エリーザー・ヘルナンデス

エリエセル・アレクシス・エルナンデス（Elieser Alexis Hernández, 1995年5月3日 - ）は、ベネズエラ・ボリバル共和国ミランダ州ランデル市オクマーレ・デル・トゥイ出身のプロ野球選手（投手）。右投右打。

## 経歴

### プロ入りとアストロズ傘下時代
エルナンデスは2012年5月31日、インターナショナル・フリーエージェントでヒューストン・アストロズと契約を結んだ。同年6月11日にアストロズ傘下のR級DSLアストロズでプロデビュー。同シーズンはDSLに専属した。シーズン成績は8先発4救援・35.0回を投げて、1勝4敗2セーブ・防御率4.11を記録。
2013年もR級DSLに専属した。シーズン成績は12先発1救援・57.1回を投げて、5勝1敗・防御率1.26を記録。
2014年はR級GCLアストロズに転属。8月2日にR級グリーンビル・アストロズに転属、同チームでシーズンを終えた。このシーズンは2チーム合計で4先発8救援・45.2回を投げて、5勝1敗・防御率2.17を記録。
2015年はA-級トリシティ・バレーキャッツに昇格。7月12日にA級クアッドシティーズ・リバーバンディッツに昇格、同チームでシーズンを終えた。このシーズンは2チーム合計で9先発6救援・66.1回を投げて、3勝4敗・防御率3.12を記録。
2016年はA+級ランカスター・ジェットホークスに昇格し開幕を迎えた。5月26日にA級クアッドシティーズに降格。8月6日にA+級ランカスターに再昇格し、同チームでシーズンを終えた。このシーズンは2チーム合計で19先発5救援・107.2回を投げて、6勝8敗・防御率4.51を記録。
2017年もA+級ランカスターで開幕を迎えた。5月13日にDL入り。7月5日にR級GCLで復帰登板し、7月22日にA+級ランカスターに復帰、同チームでシーズンを終えた。このシーズンは2チーム合計で13先発5救援・73.1回を投げて、5勝5敗・防御率3.68を記録。オフにウィンターリーグであるLVBPのアギラス・デル・スリアに所属、5試合に先発した。

### マーリンズ傘下時代
2017年12月14日、ルール5ドラフトでマイアミ・マーリンズがエルナンデスを指名し移籍した。
2018年はA+級ジュピター・ハンマーヘッズで開幕を迎えた。4月29日にAA級ジャクソンビル・ジャンボシュリンプに昇格。5月10日にメジャーへ昇格。同日行われたアトランタ・ブレーブス戦で救援登板しメジャーデビュー。この試合では2.0回を投げて無失点であった。5月16日のロサンゼルス・ドジャース戦でメジャー初先発。この試合では5.0回を投げて1失点であった。5月21日に先発したニューヨーク・メッツ戦でメジャー初敗戦。7月11日に救援したミルウォーキー・ブルワーズ戦でメジャー初勝利。8月24日に右薬指の肉刺でDL入り。9月2日にAAA級ニューオーリンズ・ベイビーケイクスで復帰登板し、9月4日にメジャーへ復帰、シーズンの終了をメジャーで迎えた。このシーズンのメジャーでの成績は6先発26救援・65.2回を投げて、2勝7敗・防御率5.21を記録した。
2019年はAAA級ニューオーリンズで迎えた。

### メッツ時代
2022年11月19日にフランクリン・サンチェス、後日発表選手または金銭とのトレードで、ジェフ・ブリガムと共にニューヨーク・メッツへ移籍した。
2023年、メッツ傘下のAAA級シラキュース・メッツなどマイナーリーグチームで合計8試合に登板するもメジャーリーグでの出場はなかった。

### ドジャース時代
2024年1月10日、ロサンゼルス・ドジャースとマイナー契約を結んだ。同年5月15日、メジャーリーグに昇格し5試合に登板、6月6日、AAA級オクラホマシティに降格した。

### ブルワーズ時代
2024年6月8日、ミルウォーキー・ブルワーズと契約、4試合に登板した。6月25日、FAとなった。

### LGツインズ時代
2024年7月20日、韓国・KBOリーグのLGツインズと契約した。
2025年8月3日、LGからウェーバー公示された。

## 投球スタイル
最速94.5mph（約152.1km/h）・平均91mphの速球を中心に、平均80mphのスライダー、平均83mphのチェンジアップを使用した。

## 詳細情報

### 年度別投手成績
| 年 度    | 球 団    | 登 板 | 先 発 | 完 投 | 完 封 | 無 四 球 | 勝 利 | 敗 戦 | セ 丨 ブ | ホ 丨 ル ド | 勝 率 | 打 者 | 投 球 回 | 被 安 打 | 被 本 塁 打 | 与 四 球 | 敬 遠 | 与 死 球 | 奪 三 振 | 暴 投 | ボ 丨 ク | 失 点 | 自 責 点 | 防 御 率 | W H I P |
| -------- | -------- | ----- | ----- | ----- | ----- | -------- | ----- | ----- | -------- | ----------- | ----- | ----- | -------- | -------- | ----------- | -------- | ----- | -------- | -------- | ----- | -------- | ----- | -------- | -------- | ------- |
| 2018     | MIA      | 32    | 6     | 0     | 0     | 0        | 2     | 7     | 0        | 2           | .222  | 284   | 65.2     | 68       | 11          | 27       | 3     | 2        | 45       | 1     | 1        | 38    | 38       | 5.21     | 1.45    |
| 2019     | MIA      | 21    | 15    | 0     | 0     | 0        | 3     | 5     | 0        | 0           | .375  | 353   | 82.1     | 76       | 20          | 26       | 1     | 9        | 85       | 2     | 1        | 49    | 46       | 5.03     | 1.24    |
| 2020     | MIA      | 6     | 6     | 0     | 0     | 0        | 1     | 0     | 0        | 0           | 1.000 | 106   | 25.2     | 21       | 5           | 5        | 0     | 2        | 34       | 0     | 0        | 10    | 9        | 3.16     | 1.01    |
| 2021     | MIA      | 11    | 11    | 0     | 0     | 0        | 1     | 3     | 0        | 0           | .250  | 225   | 51.2     | 54       | 13          | 14       | 2     | 3        | 53       | 1     | 0        | 26    | 24       | 4.18     | 1.32    |
| 2022     | MIA      | 20    | 10    | 0     | 0     | 0        | 3     | 6     | 0        | 0           | .333  | 278   | 62.1     | 67       | 19          | 22       | 1     | 4        | 60       | 1     | 0        | 48    | 44       | 6.35     | 1.43    |
| 2024     | LAD      | 5     | 1     | 0     | 0     | 0        | 0     | 1     | 0        | 0           | .000  | 42    | 9.2      | 9        | 5           | 3        | 0     | 0        | 6        | 0     | 0        | 9     | 9        | 8.38     | 1.24    |
| 2024     | MIL      | 4     | 0     | 0     | 0     | 0        | 0     | 0     | 0        | 0           | ----  | 22    | 6.0      | 5        | 0           | 2        | 0     | 0        | 2        | 2     | 0        | 2     | 2        | 3.00     | 1.17    |
| '24計    | MIL      | 9     | 1     | 0     | 0     | 0        | 0     | 1     | 0        | 0           | .000  | 64    | 15.2     | 14       | 5           | 5        | 0     | 0        | 8        | 2     | 0        | 11    | 11       | 6.32     | 1.21    |
| MLB：6年 | MLB：6年 | 99    | 49    | 0     | 0     | 0        | 10    | 22    | 0        | 2           | .313  | 1310  | 303.1    | 300      | 73          | 99       | 7     | 20       | 285      | 7     | 2        | 182   | 172      | 5.10     | 1.32    |

- 2024年度シーズン終了時

### 年度別守備成績
| 年 度 | 球 団 | 投手（P） | 投手（P） | 投手（P） | 投手（P） | 投手（P） | 投手（P） |
| 年 度 | 球 団 | 試 合     | 刺 殺     | 補 殺     | 失 策     | 併 殺     | 守 備 率  |
| ----- | ----- | --------- | --------- | --------- | --------- | --------- | --------- |
| 2018  | MIA   | 32        | 2         | 5         | 0         | 0         | 1.000     |
| 2019  | MIA   | 21        | 0         | 8         | 0         | 0         | 1.000     |
| 2020  | MIA   | 6         | 1         | 2         | 2         | 0         | .600      |
| 2021  | MIA   | 11        | 6         | 5         | 0         | 0         | 1.000     |
| 2022  | MIA   | 20        | 1         | 5         | 0         | 0         | 1.000     |
| 2024  | LAD   | 5         | 0         | 1         | 0         | 0         | 1.000     |
| 2024  | MIL   | 4         | 0         | 0         | 0         | 0         | ----      |
| '24計 | MIL   | 9         | 0         | 1         | 0         | 0         | 1.000     |
| MLB   | MLB   | 99        | 10        | 26        | 2         | 0         | .947      |

- 2024年度シーズン終了時

### 背番号
- 57 (2018年 - 2022年)
- 52 (2024年5月)
- 25 (2024年6月)
- 19 (2024年7月 - 同年終了)
- 30 (2025年)

### 代表歴
- 2023 ワールド・ベースボール・クラシック・ベネズエラ代表